# 미국 국가안보부보좌관
미국 국가안보부보좌관(영어: United States Deputy National Security Advisor)은 미국 대통령실 및 미국 국가안전보장회의 소속으로, 대통령의 국가안보보좌관 밑에서 활동한다.
국가안보부보좌관은 다른 업무 중에서도 국가안보회의 의장위원회 사무총장과 국가안보회의 대리위원회 위원장을 겸임하거나, 각 백악관의 조직 철학과 인력에 따라 역할이 변경되는 경우가 많다. 다양한 분야에 초점을 맞춘 국가안보보좌관의 대리인이 여러 명 있는 경우 또한 많다.